# Terremoto de Arica de 1615
El terremoto de Arica de 1615 fue un seísmo registrado el 16 de septiembre de 1615. Su epicentro se localizó en 18°30′00″S 70°21′00″O / -18.500, -70.350 frente a las costas de Arica, entonces bajo la jurisdicción del Virreinato del Perú. Tuvo aproximadamente una magnitud de 8,8 en la escala sismológica de Richter. No ocasionó víctimas, aunque sí cuantiosos daños materiales.

## La devastación
En Arica había entonces un fuerte artillado, que protegía a "la gran caleta" (hoy puerto) de la amenaza de los corsarios y piratas. Once años atrás la región ya había soportado un feroz terremoto, acompañado de un maremoto, cuyo saldo fue una elevada cantidad de víctimas.
El seísmo ocurrió “un cuarto de hora antes del anochecer”. Se derrumbó la Iglesia Mayor de Arica, así como los nuevos edificios construidos después del terremoto de 1604, mientras que otros quedaron severamente afectados (entre ellos el fuerte, el polvorín, el hospital y el convento de Nuestra Señora de las Mercedes). Más graves fueron los daños sufridos en Tacna, donde quedó arruinada la Iglesia y se desplomaron todas las casas de calicanto y adobe. Las réplicas se sucedieron en los siguientes días, atemorizando a la población. No hubo víctimas ni daños provocados por el mar.